# Зоица Иванова
Зоица Александрова Иванова, по баща Иванова Кокутанова, е българска революционерка, деятелка на Вътрешната македоно-одринска революционна организация.

## Биография
Родена е през месец май 1882 година в град Радовиш, тогава в Османската империя, в семейството на Анастасия и Иван Кокутанов. В 1901 година завършва 4-ти клас в Скопското българското девическо училище. След това е назначена за екзархийска учителка в радовишкото село Инево, а след това учителства и в Дедино. По време на работата си като учителка взема дейно участие в националноосвободителните борби на българите в Македония и е членка на ВМОРО. Активно подпомага подготовката на Илинденско-Преображенското въстание, като пази архива на организацията, прави знамена (като това на Радовишката чета) и помага на четниците. След като османските власти научават за революционната дейност и за цялата подготовка в Дедино, Зоица става нелегална и влиза в четата на Коста Мазнейков. Заедно с четата взема дейно участие в боевете срещу османските сили по време на въстанието. След потушаването на въстанието и смъртта на Мазнейков Зоица бяга в Свободна България и се установява първо в Дупница, а след това в Кюстендил. Задочно е осъдена на смърт от османските власти заради революционна дейност, но по-късно е амнистирана и се завършва в родния си град. В Радовиш продължава просветната си дейност в струмишките и беровските села като екзархийска учителка. След като Радовишко попада в Югославия след Пъвата световна война, Зоица отказва да е сръбска учителка.
На 2 февруари 1943 година, като жителка на Радовиш, Зоица Александрова Иванова подава молба за българска народна пенсия, която е одобрена и пенсията е отпусната от Министерския съвет на Царство България.